# Císařovna Čang (Chung-č’)
Císařovna Čang (čínsky v českém přepisu Čang chuang-chou, pchin-jinem Zhāng huánghòu, znaky zjednodušené 张皇后, tradiční 張皇后; 1471 – 28. srpna 1541), zkráceným posmrtným jménem císařovna Siao-čcheng-ťing (čínsky v českém přepisu Siao-čcheng-ťing chuang-chou, pchin-jinem Xiàochéngjìng huánghòu, znaky 孝成敬皇后), příjmením Čang (čínsky pchin-jinem Zhāng, znaky zjednodušené 张, tradiční 張) byla mingská císařovna, jediná manželka Chung-č’a, císaře čínské říše Ming.

## Život
Císařovna Čang se narodila roku 1471, pocházela z Sing-ťi (興濟), města na Velkém kanálu necelých 200 km jižně od Pekingu (dnes okres Čching v prefektuře Cchang-čou). Byla dcerou Čang Luana (張巒).
V únoru 1487 se vdala za Ču Jou-tchanga, o rok staršího korunního prince říše Ming. V září 1487 Ču Jou-tchangův otec, mingský císař Čcheng-chua, zemřel, Ču Jou-tchang se stal novým císařem, znám je jako císař Chung-č’, a paní Čang císařovnou.
V kontrastu k bezmála všem předchůdcům, kteří měli mnoho konkubín a zplodili mnoho dětí, Chung-č’ měl pouze jednu manželku. Své ženě byl velmi oddaný a byl patrně monogamní, jako jediný císař čínské historie. S císařovnou měl dva syny a tři dcery.
Císařovna myslela jen na příbuzné (především bratry) a život v bohatství. Pod jejím vlivem dvůr tonul v luxusu a rozkoši neviděné za předešlých panovníků. Společně s manželem podporovala taoismus a buddhismus.
Široké příbuzenstvo císařovny se těšilo z titulů, úřadů, pozemků a příležitostí ke korupci jako žádní z příbuzných jiných mingských císařoven. Úředníci si opakovaně a pravidelně stěžovali na chování císařovniných příbuzných, zejména jejích bratrů. Obviňovali je z korupce, defraudací a v jejich domovském okresu jižně od Pekingu i ze zabírání pozemků jejich sousedů. Čangové tak mezi obyvatelstvem okresu vyprovokovali široce rozšířené nepřátelství vůči císařovně a její rodině.
Bratři Čangové byli císařovnou a její matkou vždy bráněni. Podporovala je i ta část eunuchů a úředníků, která si budovala kariéru na spojení s císařovnou a jejími příbuznými. Pod jejich vlivem císař celou rodinu chránil před jakýmkoliv postihem.
Po smrti Chung-č’a roku 1505 zaujala postavení císařovny vdovy (皇太後, chuang-tchaj-hou), roku 1510 jí byl titul polepšen na císařovna vdova Cch’-šou (慈寿皇太后, Cch’-šou chuang-tchaj-hou), roku 1521 byla jmenována císařovnou vdovou Čao-šeng cch’-šou (昭圣慈寿皇太后, Čao-šeng cch’-šou chuang-tchaj-hou).
Roku 1521 zemřel bezdětný císař Čeng-te a cíařovna vdova Čang podpořila nástup Ťia-ťinga na trůn. V následujícím sporu o obřady se postavila proti Ťia-ťingovi, což poškodilo jejich vztahy. Když roku 1525 vyhořel její palác, císař ho odmítl obnovit a přesunul ji do menšího sídla. Roku 1533 vyšlo najevo, že její mladší bratr Čang Jen-ling roku 1515 zabil člověka a poté i důstojníka gardy, který ho kvůli první vraždě vydíral. Ťia-ťinga nechal Čang Jen-linga zatknout a roku 1546 popravit. Druhý bratr excísařovny, Čang Chuo-ling, byl koncem roku 1537 zatčen kvůli obvinění z čarodějnictví. Vyšetřování zjistilo falešnost obvinění a žalobci skončili ve vyhnanství, Čang Chuo-ling však po měsíci věznění zemřel.
Zemřela 28. srpna 1541. Ťia-ťing ji uspořádal pohřeb s minimální možnou obřadností. Obdržela posmrtné jméno Siao-kchang ťing-su čuang-cch’ če-i i-tchien can-šeng ťing chuang-chou (孝康靖肃庄慈哲懿翊天赞圣敬皇后), zkráceně císařovna Siao-kchang-ťing. Roku 1644 ji bylo posmrtné jméno změněno na Siao-čcheng ťing-su čuang-cch’ če-i i-tchien can-šeng ťing chuang-chou (孝成靖肅莊慈哲懿翊天贊聖敬皇后), zkráceně císařovna Siao-čcheng-ťing.